# Diadelia rugicollis
Diadelia rugicollis là một loài bọ cánh cứng trong họ Cerambycidae.